# MDPI
MDPI(Multidisciplinary Digital Publishing Institute)는 오픈 액세스 과학 학술지의 출판사이다. 390개 이상의 동료 심사 오픈 액세스 저널을 발행한다. MDPI는 학술지 논문 발행량 측면에서 세계에서 가장 큰 출판사 중 하나이며, 오픈 액세스 논문의 최대 출판사이다.
이 회사는 슈쿤 린(Shu-Kun Lin)에 의해 화학 샘플 아카이브로 설립되었다. 2016년부터 2020년까지 MDPI가 발행한 동료 심사 논문 수가 크게 증가하여 2017년, 2018년, 2019년에 전년 대비 50% 이상 성장했으며, 매우 빠른 논문 처리 시간으로 주목받았다. 2022년에 3,500개 이상의 논문을 발행한 26개 오픈 액세스 "메가 저널"에 대한 검토에서, 11개(42%)의 저널이 MDPI 소속이었다. MDPI는 자체 저널을 출범시키는 것 외에도 다른 출판사로부터 저널을 인수했는데, 2021년에는 Grapho Publications에서 Tomography를, 2020년에는 PagePress Publications에서 Nursing Reports와 Audiology Research를 인수했다.
2024년 1월 현재 MDPI는 과학인용색인에 등재된 92개 저널, 사회과학 인용색인에 등재된 7개 저널, SciFinder에 등재된 138개 저널, 그리고 스코퍼스에 등재된 270개 저널을 포함하여 총 433개의 학술지를 발행한다. MDPI의 저널은 DOAJ에 포함되어 있다. MDPI는 또한 DOAB, OAPEN 및 BCI에 등재된 오픈 액세스 책을 발행한다. MDPI는 오픈 액세스 학술 출판 협회(OASPA)의 회원이며, 출판 윤리 위원회(COPE)의 회원이며, 국제 과학, 기술 및 의학 출판사 협회(STM)의 회원이며, 오픈 인용 이니셔티브(I4OC)의 참여 출판사 및 후원사이다.
MDPI의 사업 모델은 완전히 오픈 액세스의 광범위한 분야의 저널을 설립하고, 제출부터 출판까지 빠른 처리 시간을 가지며, 저자, 기관 또는 후원자가 지불하는 논문처리비용을 기반으로 한다. MDPI의 사업 관행은 논란을 불러일으켰으며, 비평가들은 운영 속도와 사업 이익을 위해 편집 및 학술적 엄격함을 희생한다고 지적한다. MDPI는 2014년에 제프리 빌의 약탈적 오픈 액세스 출판 목록에 포함되었으나, 2015년 성공적인 항소 후 목록에서 제거되었다. 동시에 빌의 고용주에게 압력을 가했다. MDPI가 발행하는 일부 저널은 중국과학원(CAS)과 노르웨이 과학 출판 등록(Norwegian Scientific Index)에 의해 엄격성 부족 및 약탈적 관행 가능성으로 지적되었으며, 2025년 현재 CAS는 더 이상 MDPI 저널을 조기 경보 목록에 포함하지 않는다. 2024년 핀란드의 학술 연구 출판 채널을 분류하는 JUFO는 193개의 MDPI 저널을 최하위 등급인 레벨 0으로 강등했다.

## 역사
MDPI는 Molecular Diversity Preservation International이라고도 불리는 MDPI를 1996년 슈쿤 린이 학술 출판 및 학회 활동을 겸하는 화학 샘플 아카이브로 설립한 것에서 시작한다. 두 번째 조직인 Multidisciplinary Digital Publishing Institute는 주로 출판사로 2010년에 설립되었다. MDPI의 모든 저널은 오픈 액세스이며 2008년부터 크리에이티브 커먼즈 저작자표시 라이선스(CC BY)로 발행되었다.

### Molecular Diversity Preservation International
Molecular Diversity Preservation International은 1996년 슈쿤 린과 베노아 R. 튀랭(Benoit R. Turin)이 바젤에서 비영리 단체(Verein)로 설립되었으며, 희귀 분자 및 생체 분자 연구 샘플의 보관 및 교환을 가능하게 했다.
저널 Molecules는 1996년 슈프링어와 협력하여 MDPI 컬렉션의 화학 샘플을 문서화하기 위해 설립되었다. MDPI 페라인은 Entropy(1999), International Journal of Molecular Sciences(2000), Sensors(2001), Marine Drugs(2003), 그리고 International Journal of Environmental Research and Public Health(2004)를 포함한 여러 다른 저널을 설립했다. 출판사 MDPI AG는 2010년에 MDPI 페라인에서 분리되었다.
MDPI 페라인은 국제 분자 과학 프론티어 심포지엄을 포함한 여러 학술 회의를 공동 주최했다. 또한 1997년에 시작된 전자 유기 합성 화학 회의와 같은 가상 회의도 운영한다. 2010년 MDPI는 가상 회의를 주최하기 위해 Sciforum.net 플랫폼을 출시했다. 2014년에는 유기 합성 화학, 재료 과학, 센서, 지속 가능성 분야의 다양한 가상 회의가 개최되었다. 2015년 MDPI는 바젤 대학교와 함께 제4회 국제 센서 과학 심포지엄과 제5회 세계 지속 가능성 포럼이라는 두 개의 실제 회의를 공동 주최했다. 2015년부터 학자들은 Sciforum 플랫폼에서 무료로 자신만의 회의를 조직할 수 있다.

### MDPI (Multidisciplinary Digital Publishing Institute)
오픈 액세스 과학 학술지의 출판사로서 MDPI는 Molecular Diversity Preservation International 조직에서 분리되었다. 2010년 5월 슈쿤 린과 디트리히 로르도르프(Dietrich Rordorf)에 의해 스위스 바젤에 공식 본사를 두고 정식으로 등록되었다. 스위스를 포함하여 MDPI는 11개국에 편집 사무소를 두고 있으며, 중국에 5개, 루마니아와 세르비아에 각각 2개, 영국, 캐나다, 스페인, 폴란드, 일본, 태국, 싱가포르에 사무소를 두고 있다.
지난 10년간 발행 논문 수가 크게 증가하여 2017년, 2018년, 2019년에는 전년 대비 50% 이상 성장했으며, 2019년에는 110,000편의 논문이 발행되었다. MDPI는 2021년에만 235,638편의 논문을 발행했다고 보고했다. 2020년 MDPI는 전 세계적으로 오픈 액세스 논문의 최대 출판사였으며, 저널 논문 발행량 측면에서는 전체에서 5번째로 큰 출판사였다.
MDPI는 학술 출판의 특별 호 모델의 초기 개척자였다. 특별 호는 객원 편집자(저널의 편집 위원회 회원이 아닌)가 처리하는 특정 주제에 대한 논문 모음이다. 많은 특별 호 논문은 저널 직원이나 객원 편집자의 초청으로 이루어진다. MDPI 논문의 약 88%는 특별 호에 발행된다. MDPI 특별 호의 수는 전체 발행 논문의 상당한 전년 대비 성장과 함께 빠르게 증가했다. 2020년 MDPI 저널은 총 6,756개의 특별 호를 주최했으며, 2021년에는 39,587개의 특별 호로 증가했다. 그러나 이 2021년 특별 호 중 실제로 논문으로 발행된 것은 10,504개에 불과했다. 논문으로 발행된 특별 호의 수는 2022년에 17,777개로 증가했다.

## 평가 및 논란

### 누가 동료 평가를 무서워하는가?
2013년 MDPI 저널 Cancers는 "누가 동료 평가를 무서워하는가?" 스팅 작전의 표적이 되었고 가짜 논문을 거부했다.

### 빌의 목록 포함
MDPI는 2014년 2월 제프리 빌의 약탈적 오픈 액세스 출판 목록에 포함되었다. 빌의 우려는 "MDPI의 창고 저널에는 과학을 전달하기보다는 주로 승진 및 테뉴어 목적으로 작성되고 발행된, 가볍게 검토된 수백 편의 논문이 포함되어 있다"는 것이었다. 빌은 또한 MDPI가 원고를 요청하기 위해 스팸 메일을 사용했으며 회사가 저널 편집 위원회에 노벨상 수상자를 그들의 동의 없이 등재했다는 근거 없는 주장을 했다. MDPI는 빌의 주장에 대해 반박하는 반응을 보였다. 화학자 피터 머레이-러스트는 MDPI가 빌의 목록에 포함된 것을 비판하며, 출판사에 대한 그의 비판은 "증거가 부족하고", "무책임하다"고 말했다.
MDPI는 2015년 10월 빌의 목록 항소 위원회에 성공적으로 항소하여 목록에서 제거되었다. 제거된 후에도 빌은 MDPI를 계속 비판했다. 2015년 12월 그는 다음과 같이 썼다. "MDPI는 동료 심사를 논문을 출판하고 저자로부터 돈을 받기 전에 출판사가 견뎌야 할 의례적인 단계로만 보는 것이 분명하다"며, "MDPI의 동료 심사는 중국의 무지한 사무직 직원에 의해 관리되는 것이 분명하다"고 말했다.
빌의 목록은 2017년에 폐쇄되었다. 빌은 나중에 콜로라도 대학교 덴버의 고용주와 다양한 출판사로부터 목록을 폐쇄하라는 압력을 받았다고 썼는데, 특히 MDPI를 "대학에 최대한 성가시게 하여 관계자들이 이메일에 너무 지쳐서 자신을 침묵시킬 정도로 만들려고 했다"고 언급했다.

### 2014년 OASPA 평가
빌이 MDPI를 비판한 후, 오픈 액세스 학술 출판 협회(OASPA)는 2014년 4월에 조사를 실시했다. 이 조사는 Life와 Nutrients에 실린 두 논문을 둘러싼 논란, 웹사이트에 노벨상 수상자 명단이 기재된 점, 편집 위원회 위원들과 슈쿤 린의 회사 내 역할, 그리고 다양한 사무소의 기능 등을 기반으로 했다. OASPA는 MDPI가 OASPA 회원 기준을 만족스럽게 충족한다고 결론지었다.

### 2016년 데이터 유출
2016년 8월, MDPI는 침해를 당해 845,000개의 이메일 주소와 저자, 편집자, 검토자 간의 이메일 교환을 포함한 17.5GB의 데이터가 노출되었다. MDPI에 따르면, 데이터가 유출된 보호되지 않은 인스턴스는 이후 보호되었다고 한다.

### 편집자 사퇴
2018년 8월, Nutrients 저널의 수석 편집자 10명(편집장 포함)이 MDPI가 그의 높은 편집 기준과 "평범한 품질과 중요성의 원고를 수락"하라는 압력에 저항했기 때문에 편집장 교체를 강요했다고 주장하며 사임했다.
2020년 6월, International Journal of Environmental Research and Health의 객원 편집자들은 MDPI 대표로부터 특별 호에 할당된 출판료 면제 쿼터가 선진국 학자에게만 부여될 수 있다는 통보를 받은 후 사임했다.
2021년, Vaccines 저널의 편집 위원회 위원 5명이 Vaccines가 코로나19 백신이 명확한 이점이 없다는 잘못된 결론을 내리기 위해 데이터를 오용한 논란의 여지가 있는 기사를 발행한 후 사임했다.

### 학부 및 대학의 지원 철회
2021년 12월, 체스케부데요비체 남보헤미아 대학교 과학 학부는 MDPI 저널에 대한 재정 지원을 중단하고, MDPI에 출판하거나 MDPI를 위해 검토하는 것을 공식적으로 권고하지 않으며, MDPI 저널에 출판된 논문은 직원 및 부서 평가에 고려되지 않을 수 있다고 경고했다. 2023년 1월, 중국 항저우의 저장공상대학교(浙江工商大学)는 힌다위(Hindawi), MDPI, 프론티어스 미디어(Frontiers) 저널에 게재된 논문을 더 이상 연구자 성과 평가에 포함하지 않을 것이라고 발표했다.

### 중국과학원 조기 경보 목록 포함
2020년 12월, 중국과학원은 과학적 품질 문제 및 기타 위험 특성으로 고통받을 수 있는 저널 목록을 발표했다. 초기 목록에 포함된 65개 저널 중 22개가 MDPI 그룹 저널이었다. MDPI는 이 목록에 대해 학원과 소통하고 가능한 한 빨리 해당 저널을 목록에서 제거하기 위해 저널의 매개변수를 개선하겠다고 약속했다. 이 목록은 2021년 12월에 업데이트되어 41개 저널로 줄었으며, 이 중 MDPI 저널 7개가 포함되었다.

### 헝가리 연구자들의 인식
2022년에 발표된 설문조사는 헝가리 연구자들에게 MDPI 저널에 대한 인식을 물었다. 이 헝가리 연구자들은 MDPI 저널이 주요 데이터베이스에 등재되어 있고 합리적인 피인용지수를 가지고 있어 출판할 가치가 있는 충분히 권위 있는 저널이라고 일반적으로 느꼈다. 그러나 대부분의 연구자들은 MDPI 저널에 출판하는 주된 동력이 빠른 논문 처리 시간이라고 느꼈다. 2019-2020년에 MDPI 논문은 평균적으로 35-37일(수정 포함)만에 승인되었으며, 최초 제출 후 최종 논문을 온라인으로 출판하는 데 41일이 걸렸는데, 이는 업계 평균 163일과 비교된다.

### 북유럽 국가의 평가
MDPI는 노르웨이, 핀란드, 덴마크의 과학 단체로부터 품질과 관련성 측면에서 학술 저널을 평가하는 데 비판을 받았다. 핀란드와 덴마크 목록에서는 MDPI 저널의 대부분이 목록에 등재될 기준을 충족하지 못했다. 노르웨이 과학 인용색인은 덜 비판적이었으며, 대부분의 MDPI 개별 저널에 학술 출판사를 나타내는 "레벨 1" 등급을 부여했다. 그러나 일부 저널은 MDPI의 주요 저널 중 하나인 Sustainability를 포함하여 비학술 상태를 나타내는 "레벨 0"으로 평가되었다. 2021년, 노르웨이 과학자들에게 보낸 설문조사에 이어, 노르웨이 과학 인용색인은 "레벨 X"라는 특별 등급을 만들었으며, 이는 약탈적 저널로 평가 중인 저널을 나타내는 데 사용되었는데, 특히 이 새로운 등급의 생성에 MDPI 저널에 대한 우려가 언급되었다.
노르웨이 국립 출판 위원회 위원장과 여러 노르웨이 학자들은 MDPI에 대해 매우 비판적이었으며, 일부는 MDPI를 노르웨이 과학 인용색인에서 완전히 제거하기 위해 로비를 벌였다. 그들은 북유럽 과학 단체들 사이에서 MDPI의 좋지 않은 평판, 많은 학자들이 MDPI 저널을 전적으로 보이콧한다는 점, 또는 MDPI 저널이 학술 기준에 미치지 못하는 동료 심사 과정을 가지고 있다고 비난한다. 그들의 설명 중에는 MDPI를 "스위스에 작은 인공 사무실"을 둔 중국 조직이라고 부르며, 학자들의 이력서 꾸미기 욕구를 이용하는 "돈벌이 기계"라고 비난한다. (참조: 출판 아니면 죽음)

### 비정상적인 인용 패턴 의혹
2021년 7월, 마리아 앙헬레스 오비에도-가르시아(Maria Ángeles Oviedo-García)는 옥스퍼드 대학교 출판부 저널 Research Evaluation에 MDPI 저널이 동일 분야의 선도 저널에 비해 비정상적으로 높은 자체 인용률을 보인다는 논문을 발표했다. 주장된 높은 자체 인용률은 동일 저널의 다른 논문이 아니라 MDPI의 다른 저널에 대한 인용이었다. 오비에도-가르시아는 이것이 약탈적 저널의 지표라고 주장했다. MDPI는 8일 후 자사 웹사이트에 오비에도-가르시아의 논문에 대한 답변을 발표했다. MDPI는 특히 선도 저널을 비선도 저널과 직접 비교해서는 안 된다고 주장하며, 논문의 여러 문제점과 구성 방식을 지적했다. MDPI는 또한 다른 출판사와 비교할 때 MDPI는 비정상적으로 높은 자체 인용률을 가지고 있지 않다고 주장했다. Research Evaluation은 2021년 9월 오비에도-가르시아의 논문에 대한 우려 표명(expression of concern)을 발표했으며, 결국 2023년 4월에 수정본이 발행되었다. 수정된 논문은 주의사항을 추가하고 선동적인 표현을 완화했지만, 핵심 결론은 동일하게 유지되었다.
2023년의 다른 방법을 사용한 연구는 MDPI 저널이 다른 출판사의 저널보다 자체 인용이 더 많다는 광범위하게 유사한 결론에 도달했다. 이 연구는 또한 MDPI 저널이 다른 출판사의 저널에 비해 더 작은 저널 네트워크에서 더 많은 인용을 받았다는 것을 발견했다.

### 연구 논문 공장과 관련된 논문에 대한 우려
2021년 12월, 연구 논문 공장 International Publisher Ltd.가 대부분의 주요 출판사에서 발행된 수백 건의 출판물에 대한 저자권을 판매했다는 보고가 나왔다. 이는 많은 주요 출판 그룹에 영향을 미치는 국제적인 주목을 받은 논란이었다. 이 보고서는 여러 MDPI 저널('Sustainability', 'Mathematics', 'Energies', 'Journal of Theoretical and Applied Commerce Research')에 걸쳐 출판된 논문에 대한 저자권 판매 네트워크를 제공한 MDPI 객원 편집자들의 연루를 강조했다. 또한 2021년 12월, 브라이언 페런 박사는 International Publisher Ltd.가 International Journal of Emerging Technologies in Learning (iJet)과 Energies를 포함한 MDPI에 논문을 게재했다고 강조했다. 이에 iJet은 30개의 논문을 철회했으며, 페런과 그의 팀의 우려스러운 발견에 감사를 표했다. 이에 대해 MDPI의 다마리스 크리치로우(Damaris Critchlow)는 MDPI가 해당 논문들을 조사하고 있으며 논문 공장에 대처하기 위한 전략을 개발 중이라고 밝혔다. 페런은 나중에 iJet이 대응을 처리한 방식에 대해 감사를 표했지만, MDPI가 그의 사기 혐의를 진지하게 받아들이지 않은 것에 대해 좌절감을 표명하며, 6개월이 지난 후에도 한 Energies 논문에는 우려 표명조차 추가되지 않았다고 지적했다.

### 2023년 Clarivate 목록 제외
2023년 2월, 클래리베이트(Clarivate)는 MDPI 저널인 International Journal of Environmental Research and Public Health와 Journal of Risk and Financial Management의 Web of Science 적용을 중단했다. 이는 해당 저널의 범위와 관련 없는 내용을 출판했기 때문이었다. 그 결과 두 저널 모두 클래리베이트 웹 오브 사이언스 데이터베이스에서 제거되었고, 피인용지수를 잃었다. 또한 이 저널의 인용은 다른 저널의 피인용지수에 더 이상 영향을 미치지 않는다.

### 2024년 핀란드 등급 하향 조정
2024년 12월, 학술 연구 출판 채널을 분류하는 핀란드의 출판 포럼(JUFO)은 193개의 MDPI 저널을 최하위 등급인 레벨 0으로 강등했다. 이 등급은 조직의 3단계 척도 외부에 있으며, 대중 기사 또는 동료 심사를 거치지 않은 출판물과 동일한 점수를 받는다. JUFO는 이 출판물들을 프론티어스 미디어 저널과 MDPI 저널을 포함하여 "회색 영역 저널"이라고 언급했다. 이 조직은 16개의 MDPI 저널에 대해서는 이전의 레벨 1 등급을 유지하기로 결정했다.

### 논란이 된 기사
2011년 12월, MDPI 저널 Life는 에릭 D. 앤드룰리스(Erik D. Andrulis)의 이론 논문 "생명의 기원, 진화, 그리고 본질에 대한 이론"을 발표하여 생명을 설명하기 위한 프레임워크를 제시하고자 했다. 이는 아르스 테크니카와 파퓰러 사이언스와 같은 통속과학 및 기술 잡지에서 "미친" 그리고 "우스꽝스러운" 논문으로 보도되었다. Life의 편집 위원회 한 위원은 이에 대한 대응으로 사임했다.
2013년, 또 다른 MDPI 저널인 Entropy는 글리포세이트가 비만증, 우울증, 주의력결핍 과잉행동장애, 자폐, 알츠하이머병, 파킨슨병, 다발성 경화증, 암, 불임의 발병에 가장 중요한 요인일 수 있다고 주장하는 검토 논문을 발표했다. 이 논문 자체에는 어떠한 1차 연구 결과도 포함되어 있지 않다. 이 논문은 디스커버 (잡지)에서 유사과학이라고 비판받았다. 동일한 논란의 연구와 관련하여 제프리 빌은 수사적으로 "MDPI와 같은 출판사가 스테파니 세네프와 그녀의 공동 저자와 같은 과학 운동가들의 연구를 전파할 때, MDPI가 출판하는 모든 연구의 신뢰성에 의문을 제기하는 것이 정당하다고 생각한다. MDPI는 돈을 위해 어떤 것이든 출판할 것인가?"라고 물었다.
2011년 MDPI 저널 Nutrients에 게재된 한 연구는 2011년 8월, 2012년 4월, 그리고 2014년 2월에 일련의 수정 과정을 거쳤다. 이 기사는 호주에서 비만율이 설탕이 함유된 청량음료 소비가 10% 감소한 같은 기간 동안 증가했다고 주장했다. 이 기사는 청량음료 산업 로비스트들이 설탕이 함유된 음료가 비만율에 크게 기여하지 않는다고 주장하는 데 사용되었다. 그러나 이 기사 자체는 자신의 주장을 반박했으며, 한 그림은 저자들이 소비가 10% 감소했다고 주장한 기간 동안 설탕이 함유된 청량음료 소비가 30% 증가했음을 보여주었다. Nutrients는 이전에 설명된 10% 소비 감소는 인공 감미료 사용 증가를 나타내며, 청량음료 소비가 아닌 전체 설탕 소비를 반영한다고 주장하는 정오표를 발행했다. 정오표는 "일부 단어가 누락되었다"고 밝혔다. 이 수정은 일부 사람들에게 "말도 안 되는" 것이며 사실이 아니라고 비난받았는데, 이는 수정이 조사 기간 동안 호주에서 설탕이 함유된 청량음료 소비가 증가했는지 여부라는 핵심 문제를 다루지 않는다는 것을 시사한다. Nutrients 저널과 기사의 수석 저자는 세 번 수정된 기사가 이제 정확하며, 이루어진 수정은 연구의 결론에 중요하지 않다고 주장한다.
2016년, MDPI 저널 Behavioral Sciences는 포르노 시청이 발기부전의 원인이라고 주장하는 검토 논문을 발표했다. 비평가들이 우려를 제기한 후, 출판 윤리 위원회(COPE)의 독립적인 검토는 논문 철회를 권고했다. 이는 목록에 있는 저널 편집자가 자신이 "수정/철회/저자권에 대한 최종 결정에 관여하지 않았다"고 선언한 특이한 편집 과정, 반포르노 활동가 그룹과의 저자 연관성을 공개하지 않은 부정확하고 불완전한 이해 상충 선언, 연구 대상으로부터 사전 동의를 얻지 못한 점, 대상의 신원을 보호하지 못한 점 등을 포함한 문제점 때문이었다. MDPI는 논문을 철회하는 대신 편집자의 이름을 논문에서 제거하고 수정된 이해 상충 진술서를 발행했는데, 리트랙션 워치에 따르면 이는 COPE가 확인한 이해 상충 및 기타 문제를 완전히 해결하지 못했다. 리트랙션 워치와 연락했을 때 MDPI의 답변은 "논쟁은 이미 끝났다. 양측 모두 많은 청중을 얻었다. 이제 멈추고 평화를 만들 때이다"였다.
Magnetochemistry 저널은 2019년 논란이 많은 과학자 수잔 포켓의 논문을 수락했는데, 이 논문은 "과학자들이 스마트폰 및 기타 장치의 마이크로파 방사선이 사람에게 해를 끼친다는 증거를 억압하고 있다"고 주장했다. 이 논문은 그 해 후반에 과학적 기여 부족 및 의견 기사라는 이유로 철회되었다. 저널은 처음에 저자 자신의 설명에 따르면 수잔 포켓에게 논문을 제출하도록 초청했다.
2019년, MDPI 저널 Psych는 이전에 과학적 인종주의와 같은 신뢰할 수 없는 성차별적 및 인종차별적 견해를 홍보하여 명예교수직을 박탈당한 리처드 린의 인종과 지능에 대한 사설을 발행했다. MDPI는 나중에 우려 표명을 발행하고 출판 후 3개월 만에 기사의 상태를 사설에서 의견으로 변경했다. 과학 저널리스트 안젤라 사이니에 따르면, Psych는 과학적 인종주의를 옹호하는 다른 유사한 연구도 발표했다.
2021년, MDPI 저널 Vaccines는 유사과학 옹호자 해럴드 발라흐와 동료들이 COVID-19 백신에 "명확한 이점 부족"을 주장하는 논문을 발표했다. 이 논문은 데이터를 오용하고 그 결과 잘못된 결론에 도달했다는 비판을 받았다. 저널 편집자 중 한 명인 케이티 에워(Katie Ewer)는 이 논문 발행을 "심각하게 무책임하다"고 비난하며 출판에 항의하여 편집 위원회에서 사임했다. 이어서 다른 4명의 편집 위원회 위원도 사임했다. 곧바로 저널은 해당 논문에 대한 "우려 표명"을 발표하고 검토 과정에 대한 조사를 시작했다. 이 논문은 3개의 검토 보고서(저널이 나중에 공개함)를 받았지만, 이는 매우 상세하지 않았고 주제 전문 지식이 없는 검토자들이 작성한 것으로 보였다. Vaccines는 결국 논문을 철회하기로 결정했다.

### 은밀한 수정
2025년 Learned Publishing에 게재된 한 연구는 출판된 자료의 영구적 또는 일시적 변경을 명시하지 않고 사후 출판 변경을 수행하는 저널을 조사했으며, MDPI 저널이 이러한 관행에 참여했다는 증거를 발견했다. 이 연구는 이러한 은밀한 수정 관행이 "오용에 관여하는 저널, 출판사 및 저자에게 잠재적으로 이익이 될 수 있다"며 "과학적 진실성을 위협할 수 있다"고 지적했다. 이 연구는 이 문제를 영구화하는 MDPI 편집 관행 및 지침의 단점을 강조했다.

## 특별 호의 확산
프랑스 국립 농업 연구소-그르노블 응용 경제학 연구실의 연구 책임자인 파올로 크로세토(Paolo Crosetto)는 2021년 4월 자신의 블로그에서 MDPI 특별 호의 확산을 처음 언급했으며, 빠른 처리 시간과 함께 MDPI의 성공에 기여했다고 평가했다. 그는 2013년에 MDPI가 388개의 특별 호(저널당 약 5개)를 발행한 반면, 2021년에는 거의 40,000개(저널당 약 500개)로 증가했다고 보고했다.
특별 호는 일반적으로 과학자들이 저널에 제안하며, 저널은 특별 호가 저널에 적합한지 여부를 결정한다. 크로세토는 이와 대조적으로 "MDPI에서는 출판사가 특별 호 초청을 보내며, 일반 호의 편집 위원회가 이 과정에서 어떤 역할을 하는지는 불분명하다"고 지적했다.
2021년 7월, 오비에도-가르시아는 2019년과 2020년 MDPI 저널에서 발행된 특별 호의 수를 분석했다. 2019년에는 그 수가 Vaccines의 14개부터 International Journal of Molecular Sciences의 500개까지 크게 다양했으며, 각 저널의 평균 특별 호 수는 113개였다. 특별 호의 수는 MDPI 저널의 90% 이상에서 일반 호의 수의 두 배 이상이었다. 2020년에는 그 수가 더욱 높아져 Sustainability에서 788개, Applied Sciences에서 830개, Materials에서 846개에 달했다. 모든 MDPI 저널의 거의 95%가 주당 1개 이상의 특별 호를 발행했다.
잭 그로브(Jack Grove)는 인사이드 하이어 에드에서 International Journal of Molecular Sciences가 "2023년에 마감되는 3,514개의 특별 호"를 주최하고, Sustainability는 3,512개를 주최하여 하루 평균 9개 이상의 특별 호를 발행한다고 밝혔다. 이러한 특별 호의 수는 "이러한 규모에서 동료 심사가 효과적으로 수행될 수 있는지에 대한 우려"와 저널의 주제 관련성에 대한 의문을 제기한다.

## 같이 보기
- MDPI 저널 목록